# Lymantriades virgo
Lymantriades virgo är en fjärilsart som beskrevs av Swinhoe 1903. Lymantriades virgo ingår i släktet Lymantriades och familjen tofsspinnare. Inga underarter finns listade i Catalogue of Life.